# سد كاسابوري
سد كاسابوري هو سد في محافظة نيغاتا باليابان، تم الانتهاء منه في عام 1964.